# نادي المقاولون العرب موسم 1999–2000
موسم 1999–2000 هو الموسم الـ 21 لفريق المقاولون العرب في الدوري المصري الممتاز والموسم الـ 7 على التوالي في الدوري الممتاز منذ عودته للدوري مرة أخرى في موسم 1993–1994. وشارك الفريق في الدوري المصري الممتاز ، ولكنه خسر المباراة النهائية في كأس مصر.

## الترتيب
| الترتيب | النادي     | ل  | ف  | ت  | خ  | له | عليه | ±  | ن  |
| ------- | ---------- | -- | -- | -- | -- | -- | ---- | -- | -- |
| 3       | الزمالك    | 26 | 14 | 10 | 2  | 48 | 23   | 25 | 52 |
| 4       | المنصورة   | 26 | 11 | 5  | 10 | 33 | 30   | 3  | 38 |
| 5       | المقاولون  | 26 | 9  | 9  | 8  | 25 | 22   | 3  | 36 |
| 6       | مزارع دينا | 26 | 8  | 11 | 7  | 27 | 28   | -1 | 35 |
| 7       | المصري     | 26 | 8  | 9  | 9  | 25 | 25   | 0  | 33 |

## كأس مصر

### الدور الأول
| 5 يناير 2000 | المقاولون العرب | 2–1 | طلائع الجيش |  |

### الدور الثاني
| 25 مايو 2000 | المقاولون العرب | 0–0 | المزارع |  |

### ربع النهائي
| 25 يوليو 2000 | المقاولون العرب                                  | 3–1 | الأوليمبي | استاد الجبل الأخضر |
|               | محمود العارف (ركلة.) · محمد صديق · علي عاشور 53' |     | هدف       |                    |

### نصف النهائي
| 30 يوليو 2000 | الزمالك                | 1–2 | المقاولون العرب                                    | استاد القاهرة الدولي |
|               | طارق السيد 45' (ركلة.) |     | محمد صديق 3' (ضربة رأس) · محمود العارف 33' (ركلة.) |                      |

### النهائي
| 13 أغسطس 2000 | الإسماعيلي | 4–0 | المقاولون العرب | استاد القاهرة الدولي               |
| 14:00         | جون أوتاكا 57' (بالقدم اليمنى) · محمد بركات 64' (بالقدم اليمنى) · محمد صلاح أبو جريشة 68' (ضربة رأس)، 71' (بالقدم اليمنى) |     |                 | الحضور: 25,000 الحكم: جمال الغندور |